# Кутирьова
Кутирьо́ва (рос. Кутырёва) — присілок у складі Бердюзького району Тюменської області, Росія.
Населення — 248 осіб (2010, 309 у 2002).
Національний склад станом на 2002 рік:
- росіяни — 94 %